# 折り合い (曲)
「折り合い」（おりあい、英語: Halfway）は日本のシンガーソングライター星野源の楽曲。2020年（令和2年）6月19日にSPEEDSTAR RECORDSより配信限定シングルとしてリリースされた。

## 背景
この曲は、2020年5月16日（5月15日深夜）に放送されたTBSラジオの『バナナマンのバナナムーンGOLD』に星野が電話出演した際、日村勇紀への48歳の誕生日プレゼントとして披露された。日村の誕生日企画で星野は毎年バースデーソングを作ってきたが、前年に10年目の節目を迎えたこともあり一区切りしていた。しかし、外出自粛期間中ということもあり、DAWを使用し、打ち込みによるトラック制作からボーカル録音まで、すべて自宅で一人で制作した。曲の背景には、日村自身の1年のトピックスとして、妻の神田愛花に隠れて隠れ食いをしたエピソードを選び、そこからインスパイアして作られた。星野は番組内で「“隠れ食い”のエピソードを聞いて、夫婦の感じとかを何となくイメージして。喧嘩したりとか不思議な空気感になるけど、ちょっと進んでいこうみたいな、そういうイメージで」と語られている。そして、放送して以来、リリースして欲しいというリクエストが多数届き、音源をブラッシュアップして、“コロナ禍で生まれたラブソング”として配信リリースされた。
また、配信に合わせてMVも同時公開され、星野とともに石橋静河が出演、監督に三宅唱を迎え、日常をそれぞれ別の部屋で過ごす男女の姿を描いた。7月11日には、MVのメイキング映像「Behind The Scenes」が公開された。

## チャート成績
2020年6月29日付のオリコン週間デジタルシングル（単曲）ランキングでは、集計期間が3日間しかなかったものの、12,921DLで初登場5位を獲得した。また、オリコン週間合算シングルランキングでは、ダウンロードとストリーミング合わせて、6,298ptで初登場27位を獲得した。

## 収録曲と規格
| （全曲作詞･作曲・編曲：星野源） |              |      |            |      |
| #                               | タイトル     | 作詞 | 作曲・編曲 | 時間 |
| 1.                              | 「折り合い」 |      |            | 3:05 |
| 合計時間:                       | 合計時間:    | 3:05 |            |      |

## クレジット
- 参加ミュージシャン
  - 星野源：Vocal, Background Vocals, All Instruments & Programming
- スタッフ
  - Recorded by 星野源
  - Mixed by 渡辺省二郎